# Романенко Олена Віталіївна
Романе́нко Оле́на Віта́ліївна (нар. 21 червня 1973, Київ) – літературознавиця, дослідниця історії та теорії української новітньої та масової літератури, доцент кафедри історії української літератури, теорії літератури та літературної творчості Інституту філології Київського національного університету ім. Тараса Шевченка, доктор філологічних наук.

## Життєпис
- 1973, 21 червня – народилася у Києві.
- 1995 – закінчила філологічний факультет Переяслав-Хмельницького державного педагогічного інституту ім. Григорія Сковороди.
- 1995–2002 – літературний редактор-коректор видавництва «Довіра», м. Київ.
- 2000 – закінчила аспірантуру Київського національного університету ім. Тараса Шевченка.
- 2002 – здобула науковий ступінь кандидата філологічних наук, тема дисертації: «Концепція людини в українській літературі 1920–1930-х років XX століття (на матеріалі прози Г. Михайличенка, Миколи Хвильового, М. Івченка, В. Підмогильного)».
- 2002–2008 – у Київському славістичному університеті: викладач, доцент.
- 2002–2003 та з 2008 – в Інституті філології Київського національного університету ім. Тараса Шевченка: асистент, доцент, докторант, в. о. професора. Викладає курси:    «Сучасний український літературний процес», «Історія української літератури кін. ХІХ – поч. XXI ст.», «Новітня українська література: проблеми футуризму, проза доби Розстріляного Відродження, проза межі XXI ст.» та ін.
- 2014 – здобула науковий ступінь доктора філологічних наук, тема дисертації: «Жанрово-стильові модифікації та типологічні домінанти української масової літератури кінця ХІХ – початку XXI століття».

## Вибрана бібліографія
- Людина і світ в українській літературі доби Розстріляного Відродження. – К., 2006.
- Жан-Поль Сартр; Кнут Гамсун; Джон Фаулз; Умберто Еко; Віслава Шимборська; Патрік Зюскінд // Історія зарубіжної літератури ХХ ст.: Навчальний посібник / За ред. В. І. Кузьменка. – К., 2010. – С. 114–126, 184–192, 291–309, 349–362, 364–386.
- Микола Хвильовий; Гнат Михайличенко; Валер’ян Підмогильний; Михайло Івченко // Історія української літератури ХХ – поч. ХХІ ст.: Навчальний посібник: У 3-х т. / За ред. В. І. Кузьменка. – Т. 1. – К., 2013. – С. 364–393, 410–425.
- «Кобзар-2000» братів Капранових як симулякр: трансформація класики у масовій літературі // Spheres of Culture. Volume IV. – Lublin, 2013. – С. 148–157.
- «Танго смерті» Ю. Винничука: масова чи висока література? // Spheres of Culture. Volume V–VI. – Lublin, 2013. – С. 150–160.
- Павло Загребельний; Роман Іваничук // Історія української літератури XX – поч. XXI ст.: Навчальний посібник: У 3-х т. / За ред. В. І. Кузьменка. – Т. 2. – К., 2014. – С. 207–219, 248–258.
- Детективні фабули в українській соцреалістичній масовій літературі (Ю. Дольд-Михайлик) // Spheres of Culture. Volume IV. – Lublin, 2014. – С. 169–176.
- Семіосфера української масової літератури: Текст. Читач. Епоха. – К., 2014.